# Sumar (platformă electorală)
Sumar (română „Unitate”, SMR) este o platformă electorală de stânga și progresistă — constituită ca un partid politic instrumental — pentru a concura la alegerile generale din Spania din 2023, și este condusă de al doilea viceprim-ministru și ministru al muncii Yolanda Díaz. Platforma a fost provizoriu înregistrată ca asociație pe 28 martie 2022 și a fost dezvăluită public pe 18 mai. După o serie de evenimente publice la nivel național între iulie 2022 și 25 martie 2023, platforma și-a prezentat manifestul și a anunțat oficial candidatura lui Díaz la alegeri pe 2 aprilie. Pe 30 mai, după ce alegerile anticipate au fost convocate, platforma s-a înregistrat ca partid politic sub numele de Movimento Sumar (română „Mișcarea Unitate”) pentru a forma coaliții cu alte partide de stânga.

## Istorie

### Context
Ca rezultat al retragerii lui Pablo Iglesias din politica activă în mai 2021, ministrul muncii — și din iulie 2021, al doilea viceprim-ministru — Yolanda Díaz, a ajuns să fie considerată pe scară largă drept succesorul prezumtiv al lui Iglesias pentru candidatura la funcția de prim-ministru la următoarele alegeri generale. Díaz și-a exprimat dorința de a modela o nouă platformă electorală care să transcende partidele politice, precum și marca Unidas Podemos, cu scopul de a asigura sprijinul unor forțe apropiate din punct de vedere ideologic precum En Comú Podem (ECP), Compromís și Más Madrid/Más País, oferind în același timp un rol predominant pentru societatea civilă.
Platforma a văzut un act de unitate în avans în timpul unui eveniment care a avut loc pe 13 noiembrie 2021, cu participarea unui număr de femei reprezentative din diferitele spații politice care s-au alăturat în cele din urmă: însăși Díaz, primarul Barcelonei Ada Colau (ECP), vicepreședintele valencian Mónica Oltra (Compromís), liderul opoziției madrilene Mónica García (Más Madrid) și consilierul Ceutan Fatima Hamed (de la Mișcarea pentru Demnitate și Cetățenie, MDyC); absența membrilor Podemos la eveniment, în special a miniștrilor egalității și drepturilor sociale Irene Montero și Ione Belarra, a fost văzută ca o dovadă a rolului tot mai redus al Unidas Podemos în cadrul platformei. Noua alianță de stânga condusă de Díaz a fost bine primită și de premierul în exercițiu, Pedro Sánchez, care a considerat important ca „spațiul progresist” să fie „în formă maximă” pentru ca guvernul său să-și poată menține și extinde majoritatea la următoarele alegeri. În timp ce termenul „Front larg” a fost folosit frecvent în mass-media pentru a se referi la platforma lui Díaz, s-a comentat că Díaz însăși a respins folosirea acestui nume pentru legăturile sale cu brandinguri similare folosite de alianțele populiste de stânga din America Latină.
După amânarea sa ca urmare a crizei internaționale declanșate de invazia rusă a Ucrainei din 2022, s-a anunțat pe 18 mai 2022 că platforma lui Díaz va merge sub numele provizoriu „Sumar” (română: Unitate), lansarea sa oficială fiind programată pentru după alegerile regionale din Andaluzia din 2022. Díaz însăși a afirmat că, deși se simte confortabilă cu conceptul „Sumar”, s-ar putea să nu fie numele definitiv al platformei sale, în funcție de procesele administrative și birocratice. Pe 24 mai, numele și logo-ul platformei au fost înregistrate la Oficiul Spaniol de Brevete și Mărci.

### Lansare oficială, adunări, echipa de politici
Pe 1 iulie 2022, conturile de social media ale lui Yolanda Díaz și Sumar au publicat un video cu eventimentul de lansare al platformei, ca parte a unui mai amplu „proces de consultare” (proceso de escucha) începând cu 8 iulie 2022 în centrul de arte Matadero Madrid. Brand-ul Sumar și sigla au fost oficial introduse la acest eveniment de asemenea. Evenimentul a avut o audiență de 5000 de oameni, cu participarea unor figuri relevante în spațiul cultural spaniol precum James Rhodes, Elvira Sastre și Belén Gopegui
Totodată, au fost adunate o serie de echipe de lucru pentru a pregăti pozițiile de politică ale platformei sub forma unei strategii naționale pe termen lung. Acestea au fost introduse pe 23 septembrie 2022, inclusiv experți și personalități publice precum César Rendueles, Ignacio Sánchez-Cuenca sau Yayo Herrero.
După primul miting, au urmat evenimente similare în Lugo, Bilbao, Gijón, Sabadell și Mérida, iar în noiembrie 2022, platforma a fost prezentată publicului din Pamplona, Logroño și Valencia. Întâlnirile la nivel național ale lui Díaz cu publicul au continuat la A Coruña, Zaragoza, Tarragona, Barcelona, Palma de Mallorca, Valladolid, Albacete și Murcia. Ultimele mitinguri au avut loc în martie 2023 la Santander, Sevilla și Las Palmas. Evenimentul final al procesului de consultare, care a servit și ca prezentare oficială a lui Díaz și a candidaturii sale pentru alegerile din 2023, a avut loc la Madrid pe 2 aprilie. Printre principalele partide prezente la eveniment s-au numărat Stânga Unită (IU), Más Madrid, Compromís și En Comú Podem, dar s-a remarcat absența notabilă a Podemos din cauza divergențelor cu Díaz în procesul de alegere a candidaților platformei.
La începutul lunii iunie 2023, fostul deputat Pablo Bustinduy și europarlamentarul Ernest Urtasun, ambii identificați cu Podemos, au fost anunțați că vor face parte din campania Sumar.

### Acorduri
După convocarea alegerilor anticipate pentru 23 iulie 2023, diferitele partide aliate din Sumar și-au anunțat acordurile pentru aderarea la alianța electorală a lui Díaz: Alianța Verde, Partidul Drago Canari, Chunta Aragonesista, Inițiativa Populară Andaluză, Batzarre, cu negocieri în desfășurare cu Compromís, Greens Equo, Stânga Unită, Más Madrid și Catalunya en Comú, precum și sprijinul altor partide mici precum Sí Se Puede și Ganemos Jerez. Mișcarea pentru Demnitate și Cetățenie (MDyC) a ales pe 8 iunie să nu se alăture Sumar și a renunțat la alegeri. Încorporarea Podemos a rămas un punct de fricțiune în negocieri, prezența ministrului egalității, Irene Montero, și reprezentarea Podemos în listele lui Sumar, fiind principalul punct de vedere al divergenței. În cele din urmă, în urma unui proces tulburător de negocieri, Podemos s-a alăturat alianței cu patru ore înainte de termenul limită pentru înregistrarea acesteia.

## Compoziție
Tabelul de mai jos prezintă partidele care s-au alăturat platformei Sumar:
| Partid | Partid                                             | Partid                                | Mărime                 |
| ------ | -------------------------------------------------- | ------------------------------------- | ---------------------- |
|        | Mișcarea Unitate (SMR)                             | Mișcarea Unitate (SMR)                | La nivel național      |
|        | Verdes Equo (VQ)                                   |                                       | La nivel național      |
|        | Alianța Verde (AV)                                 |                                       | La nivel național      |
|        | Stânga Unită (IU)                                  |                                       | La nivel național      |
|        |                                                    | Partidul Comunist al Spaniei (PCE)    | La nivel național      |
|        | Partidul Revoluționar Muncitoresc (La Aurora (om)) |                                       | La nivel național      |
|        | Stânga Republicană (IR)                            |                                       | La nivel național      |
|        | Ecosocialiștii din Regiunea Murcia (ESRM)          | Regiunea Murcia                       | La nivel național      |
|        | Inițiativa pentru El Hierro (IpH)                  | El Hierro                             |                        |
|        | Más Madrid (MM)                                    | Más Madrid (MM)                       | Comunitatea Madrid     |
|        | Coaliția Compromisului (Compromís)                 | Coaliția Compromisului (Compromís)    | Comunitatea Valenciană |
|        |                                                    | Més–Compromís (Més)                   | Comunitatea Valenciană |
|        | Inițiativa Poporului Valencian (IdPV)              |                                       | Comunitatea Valenciană |
|        | Verzi Equo al Țării Valenciei (VerdsEquo)          |                                       | Comunitatea Valenciană |
|        | Catalonia Împreună (CatComú)                       | Catalonia Împreună (CatComú)          | Catalonia              |
|        |                                                    | Barcelona Împreună (BComú)            | Catalonia              |
|        | Stânga Verde (EV)                                  |                                       | Catalonia              |
|        | Mai Mult pentru Mallorca (Més)                     | Mai Mult pentru Mallorca (Més)        | Insulele Baleare       |
|        | Mai Mult pentru Menorca (MxMe)                     |                                       | Insulele Baleare       |
|        | Uniunea Aragoneză (CHA)                            | Uniunea Aragoneză (CHA)               | Aragon                 |
|        | Partidul Drago Canari (DRG)                        | Partidul Drago Canari (DRG)           | Insulele Canare        |
|        | Stânga Asturiană (IAS)                             | Stânga Asturiană (IAS)                | Asturias               |
|        | Adunarea (Batzarre)                                | Adunarea (Batzarre)                   | Navarra                |
|        | Andalusian People's Initiative (IdPA)              | Andalusian People's Initiative (IdPA) | Andaluzia              |

### Foști membri
| Partid | Partid | Partid | Mărime                        |
| ------ | ------ | ------ | ----------------------------- |
|        | Putem  | Putem  | 9 iunie 2023–5 decembrie 2023 |

## Rezultate electorale

### Cortes Generales
| Alegeri | Candidat lider | Congres   | Congres    | Congres  | Congres | Senat   | Senat | Statut           |
| Alegeri | Candidat lider | Voturi    | %          | Locuri   | +/–     | Locuri  | +/–   | Statut           |
| ------- | -------------- | --------- | ---------- | -------- | ------- | ------- | ----- | ---------------- |
| 2023    | Yolanda Díaz   | 3,014,006 | 12.31 (#4) | 31 / 350 | ▼7      | 0 / 208 | ▬ 0   | Coaliție cu PSOE |